# 沿岸砲兵章
沿岸砲兵章(えんがんほうへいしょう、ドイツ語: Kriegsabzeichen für die Marineartillerie)は、ナチス・ドイツの勲章。

## 概要
海軍陸上砲兵部隊などの戦果を称えるため、1941年6月24日にエーリヒ・レーダーによって制定された。当初は沿岸の対空防衛部隊を対象としたが、後に範囲が拡大された。
さらに上の等級であるダイヤモンド付沿岸砲兵章も計画されたが、制定されることはなかった。

## デザイン
オットー・プラチェクによるデザイン。ハーケンクロイツを抱えた鷲を頂点に、海を背景に設置された対空・対艦両用砲が描かれ、周囲を金のゲッケイジュが囲んでいる。しかし次第に戦況が悪化すると廉価版の沿岸砲兵章が出回るようになり、最終的には金色の部分も灰色に統一された。
軍服左胸ポケット、一級鉄十字章の下に佩用した。

## 受章条件
受章はポイント制であり、8ポイント貯めると沿岸砲兵章を受けることができた。
- 対空砲などで航空機を撃墜：2ポイント
- 他の協力を受け航空機を撃墜：1ポイント
- レーダーやサーチライトを用いて航空機の撃墜を援助：0.5ポイント